# Srđan Andrić
Srđan Andrić, född 5 januari 1980 i Dubrovnik, Jugoslavien (nuvarande Kroatien), är en före detta kroatisk fotbollsspelare, först defensiv mittfältare, senare mittback.